# Мула, Алекс
Алехандро Мигель Мула Санчес (Alejandro Miguel "Álex" Mula Sánchez; родился 23 июля 1996 года в Барселона, Испания) — испанский футболист, вингер клуба «Малага».

## Карьера
По национальности каталонец, начинал тренироваться в академии «Эспаньола». В 15 лет перебрался в школу «Малаги», откуда перешёл во вторую команду — «Атлетико Малагеньо». Дебютировал за неё 30 марта 2013 года в поединке против «Сан Педро». Всего провёл 108 встреч, забил 23 мяча.
Перед сезоном 2017/2018 был переведён в основную команду «Малаги». Дебютировал в Примере 26 августа 2017 года в поединке против «Жироны».